# Summer of 4 Ft. 2
«Summer of 4 Ft. 2» —«Verano de metro y medio» en España y «Yo amo a Lisa» en Hispanoamérica— es el vigésimo quinto y último episodio de la séptima temporada de la serie animada Los Simpson, emitido por primera vez en los Estados Unidos el 19 de mayo de 1996 en la cadena FOX. Su argumento se basa en la familia Simpson acudiendo a una casa en la playa, mientras Lisa trata de cambiar su personalidad para hacer nuevos amigos, algo que deja a Bart excluido.
El guion fue obra de Dan Greaney, mientras que Mark Kirkland se encargó de la dirección. Asimismo, en el cortometraje destaca la aparición de la estrella invitada Christina Ricci, quien grabó sus líneas por teléfono, en lugar de acudir al estudio. La casa en Nuevo Hampshire de los padres del showrunner Josh Weinstein sirvió de inspiración para diseñar la vivienda donde los Simpson pasan las vacaciones, además de destacar referencias culturales a Pippi Långstrump, el emblema de The New Yorker o la película Alicia en el país de las maravillas (1951). Además, desde su emisión original, el contenido ha recibido reseñas favorables en casi todos los casos, a la par de obtener un puntuación Nielsen de 8.8, lo que le convirtió en el segundo programa mejor valorado de la cadena.

## Sinopsis
Lisa se percata de su impopularidad en el colegio cuando ningún alumno quiere firmar su anuario. Al mismo tiempo, Ned Flanders ofrece a la familia Simpson el uso de su casa de la playa durante el próximo verano, algo que le gusta a Marge, por lo que le sugiere a Bart que se traiga a Milhouse y que Lisa invite a alguna amiga. No obstante, la niña no tiene a nadie a quien llevar, por lo que aprovecha la oportunidad para cambiar su imagen. Una vez que llegan al hogar vacacional, Lisa le dice a su madre que se le olvidó hacer el equipaje, por lo que acuden a la tienda en busca de nueva ropa. La niña se hace con un atuendo diferente al habitual y sale a la búsqueda de nuevos amigos.
Cuando finalmente Lisa tiene éxito al entablar amistad con un grupo de chicos, Bart se pone celoso y planifica una venganza contra su hermana. En consecuencia, este decide darle una lección y le enseña a sus nuevos amigos el anuario donde se ve cómo ella es una buena alumna querida por la dirección del colegio. Por ello, Lisa se enfurece con su hermano, ya que piensa que por ello sus amigos la han abandonado. Sin embargo, cuando esta vuelve de un carnaval, se encuentra con sus amistades, quienes han decorado el auto familiar con conchas en su honor, y le explican que ellos la quieren tal y como es. Al final, en un gesto de buena voluntad, Bart consigue que sus nuevos amigos firmen el anuario.

## Producción
Dan Greaney corrió a cargo del guion del material, mientras que la dirección fue obra de Mark Kirkland. Fue el segundo episodio que Greaney escribió para Los Simpson, ideado a partir de una sugerencia del personal por crear un argumento sobre el verano, ya que había «demasiadas cosas» sobre las vacaciones estivales que necesitaban ser cubiertas. El animador David Silverman disfrutó este episodio en particular, debido a que, en su opinión, capturaba la esencia del receso veraniego.
La zona donde se ubica la casa a la que acude la familia está basada en el cabo Cod, Massachusetts; de hecho, muchos de los guionistas de la serie pasaron largo tiempo allí, por lo que decidieron modelar las escenas con base en ello. De igual forma, los animadores observaban fotografías del cabo para obtener inspiración, mientras que uno de los diseñadores del escenario, Lance Wilder, creció por allí. Por su parte, la casa de la playa está inspirada en la de los padres del showrunner Josh Weinstein en Nuevo Hampshire, la cual ha sido visitada por los guionistas en varias ocasiones. En el edificio, participaron en varios juegos de mesa, lo que les dio la idea de introducir el de Mystery Date en la historia. No obstante, Silverman comentó que el episodio fue difícil de animar y dirigir, debido al número de nuevos escenarios llenos de detalles y localizaciones completamente diferentes.

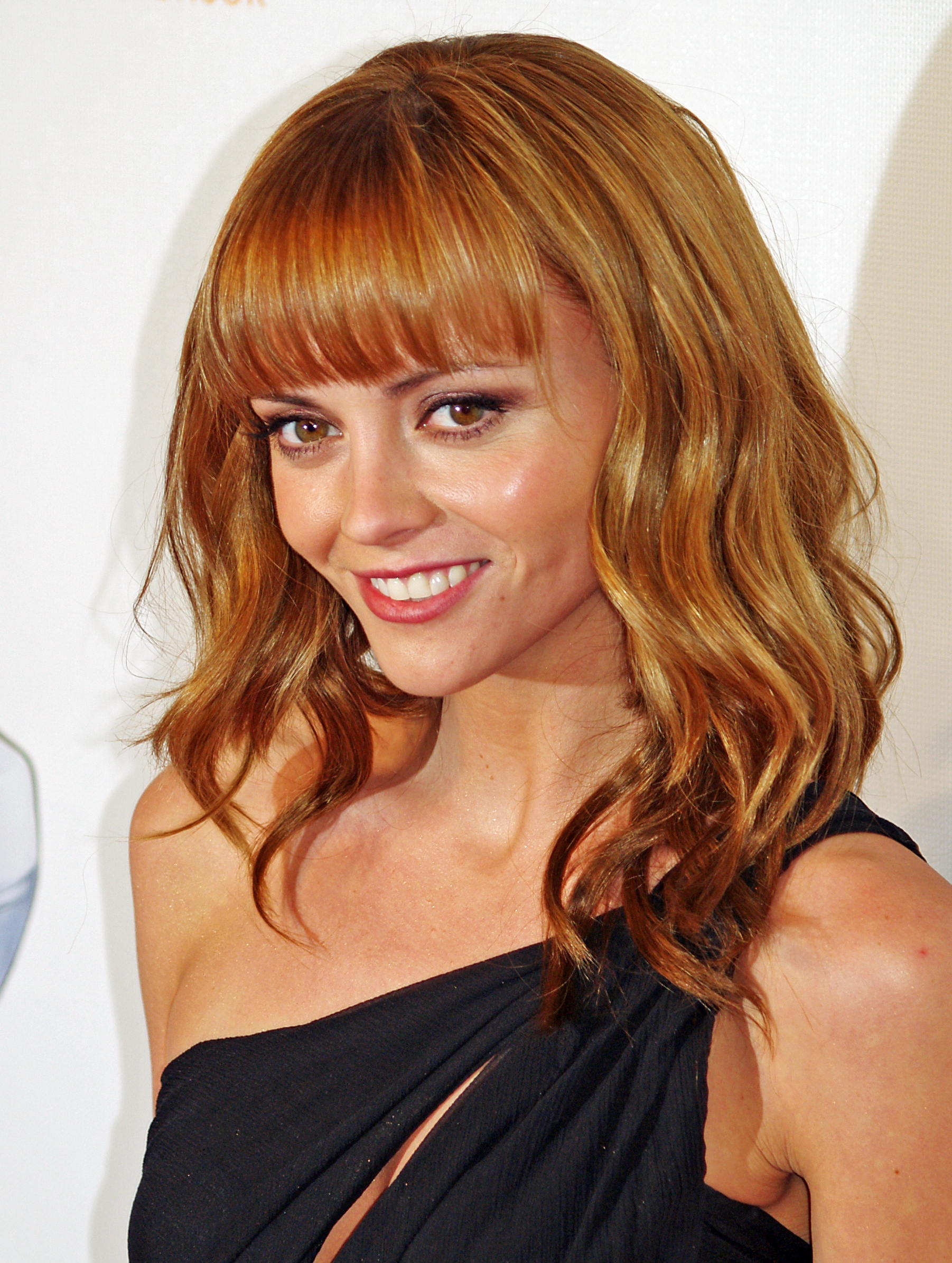
Christina Ricci fue la estrella invitada del episodio en su rol como Erin.

La actriz estadounidense Christina Ricci fue la estrella invitada, al interpretar el papel de Erin, una de las nuevas amigas de Lisa. La artista no pudo acudir personalmente a los estudios de grabación, por lo que prestó su voz para todas las intervenciones por teléfono. Weinstein, quien era un admirador de Ricci, opinó que hizo una buena interpretación en el episodio.